# Mitostemma margaritae
Mitostemma margaritae je biljka iz porodice Passifloraceae, roda Mitostemma. Sinonim je Dilkea margaritae Cervi.
Raste u Brazilu u gornjem rasponu od pokrajine Mato Grosso do donjeg raspona u Reserva do Cabaçal.
Nije svrstana u IUCN-ov popis ugroženih vrsta.

## Vanjske poveznice
- Mitostemma na Germplasm Resources Information Network (GRIN)  Arhivirana inačica izvorne stranice od 5. svibnja 2009. (Wayback Machine), SAD-ov odjel za poljodjelstvo, služba za poljodjelska istraživanja.